# Bentrup (Barntrup)
Bentrup ist ein zum Ortsteil Selbeck gehörender Ort in der lippischen Stadt Barntrup im Nordosten Nordrhein-Westfalens. Bentrup grenzt südlich und nördlich an das Landschaftsschutzgebiet Steinkensbachtal.

## Lage
Bentrup liegt auf halber Strecke zwischen Selbeck und Sommersell im Tal des Bentruper Bachs.

## Geschichte

### Ortsname
Bentrup wird als Beienctorp 1228 erstmals schriftlich erwähnt.
Folgende Schreibweisen sind ebenfalls belegt: Beinedorpe (1299), Beynctorpe (1386), Beyentorpe (1398), Bentorpe (1467, im Landschatzregister), Beyntorpe (1488, im Landschatzregister), Beyntroppe (1506, im Lemgoer Bürgerbuch), Beyntrupp (1507, im Landschatzregister), Bentroppe (1535, im Landschatzregister) und ab 1545 Bentrup.

## Verkehr
Im Ort gibt es nur die Bentruper Straße.
Weiterhin gibt es die Bushaltestelle Bentrup.
Die nächsten Bahnhöfe befinden sich in Bad Pyrmont, Schieder und Lügde, die nächsten Fernbahnhöfe sind Bielefeld Hbf sowie Paderborn Hbf und Altenbeken.